# Бурсов, Иван Терентьевич
Иван Терентьевич Бурсов (19 декабря 1927, Климовичи — 11 ноября 2019, Москва) — русский советский детский поэт, переводчик. Член Союза писателей СССР с 1964 года.

## Биография
Родился в 1927 году в городе Климовичи Могилёвской области Белорусской ССР, в семье военнослужащего.
Работал сцепщиком вагонов на Челябинском металлургическом комбинате (1945—1952), составителем поездов на Минском тракторном заводе (1953—1957).
Дебютировал как поэт в 1953 году с публикацией в газете «Сталинская молодежь».
В 1962 году закончил Литературный институт имени А. М. Горького. Член Союза писателей СССР с 1964 года.
В 1962—1964 годах — редактор отдела прозы журнала «Неман».
Переехал в Москву, работал в издательстве «Молодая гвардия», помогал белорусским литераторам пробиваться на страницы всесоюзных журналов и печататься в центральных издательствах.
Жил в московском доме по ул. Твардовского, 23.
Умер в 2019 году.

## Творчество
Автор стихов для детей и детских сказок.
Свои стихи писал на русском языке, при этом много переводил на русский язык виднейших белорусских поэтов. 
Переводы составили сборники «Шаги» (2011) и «Дыхание времени» (2016), в последнем отдал должное белорусским поэтам, не вернувшимся с войны.

Труд, который проделал Иван Терентьевич Бурсов, под силу целому институту. Переводы Ивана Терентьевича по самому высокому счету уникальны: в них сочетается культурологический подход с тонким чутьем к поэтическому слову. Эту книгу можно назвать антологией белорусской поэзии.— Три шага к читателю // Союз. Беларусь-Россия - № 3(535), 2012
Как бывший работник МТЗ на музыку композитора Игоря Лученка написал в 1984 году слова песни «Марш тракторостроителей», посвятив её выпуску 2000000-го трактора «Беларусь».